# Giro del Mendrisiotto 2008
Il Giro del Mendrisiotto 2008, sessantottesima edizione della corsa, valido come evento dell'UCI Europe Tour 2008 categoria 1.2, si svolse il 16 marzo 2008 su un percorso totale di circa 151,2 km. Fu vinto dall'italiano Eddy Serri, che terminò la gara in 3h39'25" alla media di 41,34 km/h.
All'arrivo 116 ciclisti portarono a termine la gara.

## Ordine d'arrivo (Top 10)
| Pos. | Corridore           | Squadra        | Tempo    |
| ---- | ------------------- | -------------- | -------- |
| 1    | Eddy Serri          | Miche          | 3h39'25" |
| 2    | Enrico Rossi        | NGC Medical    | s.t.     |
| 3    | Wesley Sulzberger   | SouthAustralia | s.t.     |
| 4    | Andreas Dietziker   | Volksbank      | s.t.     |
| 5    | Alberto Di Lorenzo  | A-Style-Somn   | s.t.     |
| 6    | Pasquale Muto       | Miche          | s.t.     |
| 7    | Antonio Quadranti   | Katay          | s.t.     |
| 8    | Florian Stalder     | Volksbank      | s.t.     |
| 9    | Massimiliano Maisto | NGC Medical    | s.t.     |
| 10   | Aleksej Ščebelin    | Cinelli-OPD    | s.t.     |